# Franciszek Teck
Franciszek Paweł Karol Ludwik Aleksander Teck (ur. 27 sierpnia 1837, zm. 21 stycznia 1900) – członek brytyjskiej rodziny królewskiej, hrabia von Hohenstein, później książę von Teck (od 1863 r. Fürst von Teck, od 1871 r. Herzog von Teck – oba tytuły nadane przez króla Wilhelma I Wirtemberskiego). 
Był synem księcia Aleksandra i jego żony - Claudii Rhédey von Kis-Rhéde (małżeństwo to było związkiem morganatycznym). Matka otrzymała tytuł księżnej von Hohenstein, a w 1863 roku Aleksander i jego dzieci otrzymali tytuły książąt von Teck. 
Franciszek, osierocony przez matkę w wieku 4 lat (spadła z konia przy popisach kawaleryjskich męża) nie miał prawa dziedziczenia tronu, ani dużego majątku – był więc raczej bez większych szans w zabiegach o rękę księżniczek europejskich. Ożenił się z 30-letnią księżniczką Marią, wnuczką króla Jerzego III, a córką Adolfa Hanowerskiego i księżniczki Augusty Wilhelminy (córki landgrafa heskiego na Kassel Fryderyka II). Ślub odbył się 12 czerwca 1866 roku. Mieli czworo dzieci:
- Marię (1867–1953) – żonę króla Jerzego V
- Adolfa (1868–1927) – księcia Teck, 1. markiza Cambridge
- Franciszka (1870–1910)
- Aleksandra (1874–1957) – 1. Earla Athlone

Franciszek nie posiadał znacznego majątku, dlatego też rodzina żyła jedynie ze środków, jakie otrzymywała Maria – 5000 funtów rocznie na utrzymanie, uzupełnione spadkiem po matce. Maria poprosiła o pomoc swoją kuzynkę, królową Wiktorię. Otrzymali do dyspozycji apartament w pałacu Kensington oraz wiejską posiadłość White Lodge. Pomimo problemów finansowych para prowadziła ekstrawagancki styl życia, powiększając tym samym dotychczasowe zadłużenie. W 1883 r. ścigani przez wierzycieli opuścili Wielką Brytanię i podróżując pod nazwiskiem Hohenstein mieszkali we Florencji oraz Niemczech. Po dwóch latach powrócili do kraju.
Sytuacja finansowa poprawiła się, gdy w grudniu 1891 roku doszło do zaręczyn Marii Teck z drugim w kolejności do tronu księciem Albertem. Jednak książę zmarł w styczniu 1892 roku, co znów postawiło rodzinę przed widmem bankructwa. Królowa Wiktoria przekonała młodszego brata księcia Alberta – Jerzego – do poślubienia niedoszłej bratowej. W 1897 roku umarła żona Franciszka – Maria, trzy lata później 21 stycznia 1900 roku zmarł sam Franciszek.